# Nikola Glavočević
Fra Nikola Glavočević (Tješilo, 25. travnja 1795. – Varcar Vakuf, 24. prosinca 1845.) bosanski je franjevac i teolog poznat po svom djelovanju u župi Varcar.

## Životopis
Rođen je u fojničkom naselju Tješilo 25. travnja 1795. godine (prema nekim izvorima 1794.) kao sin Petra Glavočevića.

### Svećenstvo
Zavjetovao se 14. lipnja 1811. godine kada je imao 16 godina.

### Školovanje
Bio je izrazito obrazovan. Studirao je u razdoblju od 1812. do 1817. godine. Najprije je u listopadu 1812. godine krenuo na studij gramatike, da bi zatim već u prosincu bio raspoređen na studij humaniore u Pečuhu (1812. – 1813.). Nakon toga je premješten na studij filozofije u Baju (1813. – 1814.) te naposljetku na studij teologije u Székesfehérváru (1814. – 1817.). U srpnju 1815. izdana mu je dozvola za primanje svetih redova. Ondje je boravio sve do kraja školske godine 1816./17. kada je dovršio treću godinu studija nakon čega se više ne javlja u izvorima. Zbog nestašice svećenika uslijed epidemije kuge, vjerojatno je bio ranije pušten sa studija.

### Župa Varcar
Kao varcarski župnik djelovao je od samog osnivanja župe Varcar 1821. godine. Kasnije je vraćen na tu dužnost gdje ostaje 1837. godine pa sve do smrti 1845. godine. Nazivali su ga prvim pravim varcarskim župnikom. U Varcaru je u njegovu čast podignuta i spomen-ploča.

### Smrt
Preminuo je 24. prosinca 1845. godine u Varcar Vakufu u 50. (51.) godini života.
Na njegovom nadgrobnom spomeniku na groblju na Ćeliji stoji: U ovom grobu čeka dan uskarsnutja svoga tielo O. P. Fr. Nikole Glavočevića, iz Fojnice, Paroka Xupe Varcarse za 10. godina.
Postoji izvor koji govori da se na njegov grob dolazilo moliti, s naročitim nadanjima na mlade nedjelje, osobito ženska čeljad, ne samo katoličke vjere...
Fra Mijo Batinić za njega je napisao da se ubraja megju najbolje redovnike i najgorljivije dušobrižnike svoje dobe, čija smrt (dne 24. prosinca 1845.) jednako je ucvilila odsutnu, kao i obližnju braću, a napose župu Varcar, kojoj je bio tada župnikom od više godina, gdje mu je uspomena još i danas živa.